# Cyperus hermaphroditus
Cyperus hermaphroditus là loài thực vật có hoa trong họ Cói. Loài này được (Jacq.) Standl. mô tả khoa học đầu tiên năm 1916.